# Johannes Paul
Johannes Paul, född 12 maj 1891 i Leipzig, död 31 maj 1990 i Hamburg, var en tysk historiker.
Paul blev 1928 professor i medeltidens och nyare tiden historia vid Greifswalds universitet samt föreståndare för svenska avdelningen av Nordische Auslands-Instituet. År 1945 hamnade han i sovjetisk krigsfångenskap och återvände från Sibirien först 1955, då han blev professor i Hamburg.
Paul behandlade i flera arbeten ämnen ur Sveriges historia: Lübeck und die Wasa im 16. Jahrhundert (i Veröffentlichungen zur Geschichte der freien und Hansestadt Lübeck 1920), Engelbrecht Engelbrechtsson (1921), Nordische Geschichte (1925), Gustav Adolf (tre band, 1927-32).